# Садиби Московської області
Неповний перелік відомих садиб Московської області — за сучасними районами.

## Балашихінський р-н
- Садиба Горенки
- Пехра-Яківлевське
- Троїцьке-Кайнарджи
- Пехра-Покровське

## Волоколамський р-н
- Осташево
- Івановське
- Стеблово
- Ярополець (садиба Гончарових)
- Ярополець (садиба Чернишових)

## Воскресенський р-н
- Ачкасово,
- Федіно

## Дмитровський р-н
- Даниловське
- Ольгово (садиба Апраксіних)

## Клінський р-н
- Троїцьке

## Красногорський р-н
- Архангельське (садиба Голіциних, згодом Юсупових)
- Нікольське-Урюпино (садиба Голіциних)
- Знаменське-Губайлово

## Ленінський р-н
- Валуєво
- Горки-Ленінскі
- Ізваріно
- Суханово (садиба Волконських)
- Філімонки

## Митіщінський р-н
- Марфіно (садиба Паніних)
- Нікольське-Прозоровське
- Тайнінське

## Можайський р-н
- Бородіно
- Пореч'є

## Наро-Фомиський р-н
- Петровське-Алабіно
- Спас-Косіци

## Одінцовський р-н
- Акулово
- Вязьоми (Голіциних)
- Василівське
- Захарово
- Ізмалково
- Ново-Огарьово

## Подольський р-н
- Вороново (Подольський район) (садиба Ростопчіних)
- Дубровиці
- Івановське
- Остаф'єво
- Поліваново

## Раменський р-н
- Биково
- Дєнежніково
- Степановське

## Рузський р-н
- Волинщина-Полуектово
- Нікольське-Гагаріно

## Сєргієво-Посадський р-н
- Абрамцево (музей-заповідник)

## Серпуховський р-н
- Пущіно
- Пущіно-на-Нарі
- Подмоклово
- Рай-Семенівське
- Турово (садиба Арцибашевих)

## Солнечногорський р-н
- Середніково (Столипіних)
- Поярково
- Шахматово (Бекетових)

## Ступинський р-н
- Мар'їнка
- Садиба Новікова
- Отрада

## Чеховський р-н
- Садиба Меліхово
- Васіно
- Молоді
- Лопасня-Зачатьївське

## Щелковський р-н
- Алмазово
- Глинки
- Гребньово
- Райки
- Фряново